# Archimestra teleboas
Archimestra teleboas är en fjärilsart som beskrevs av Ménétriés 1832. Archimestra teleboas ingår i släktet Archimestra och familjen praktfjärilar. Inga underarter finns listade i Catalogue of Life.